# NGC 2728
NGC 2728 је спирална галаксија у сазвежђу Рак која се налази на NGC листи објеката дубоког неба.
Деклинација објекта је + 11° 5' 1" а ректасцензија 9h 1m 40,9s. Привидна величина (магнитуда) објекта NGC 2728 износи 13,8 а фотографска магнитуда 14,6. NGC 2728 је још познат и под ознакама UGC 4738, MCG 2-23-20, CGCG 61-42, NPM1G +11.0183, PGC 25360.